# Chamborgneau
Chamborgeau is een gehucht in Bouffioulx, een deelgemeente van de Belgische stad Châtelet in de provincie Henegouwen. Chamborgeau ligt in het zuidwesten van de deelgemeente, zo'n anderhalve kilometer ten zuidwesten van het centrum van Bouffioulx.

## Geschiedenis
Op de Ferrariskaart uit de jaren 1770 is de plaats al weergegeven als het gehucht Champbornieaux. In 1913 werd in het gehucht de Église Saint-Ferdinand opgetrokken

## Bezienswaardigheden
- De Église Saint-Ferdinand

Deelgemeenten: Bouffioulx · Châtelet · Châtelineau

Overige gehuchten en wijken: Boubier · Chamborgneau · Corbeau · Faubourg · Taillis Pré

Belgische gemeenten · Arrondissement Charleroi · Henegouwen · Wallonië